# Комарівка (Кореневський район)
Комарівка (рос. Комаровка) — село в Кореневському районі Курської області Російської Федерації.
Населення становить 509 осіб. Входить до складу муніципального утворення Комаровська сільрада.

## Історія
Населений пункт розташований на території українського етнічного та культурного краю Східна Слобожанщина.
Від 2004 року входить до складу муніципального утворення Комаровська сільрада.

## Населення
| 2002 | 2010 |
| ---- | ---- |
| 623  | ↘509 |